# Flores do Piauí
Flores do Piauí är en kommun i Brasilien.   Den ligger i delstaten Piauí, i den östra delen av landet, 1 100 km nordost om huvudstaden Brasília. Antalet invånare är 4 368.
Omgivningarna runt Flores do Piauí är huvudsakligen savann. Runt Flores do Piauí är det mycket glesbefolkat, med 4 invånare per kvadratkilometer.